# Lisa Gastoni

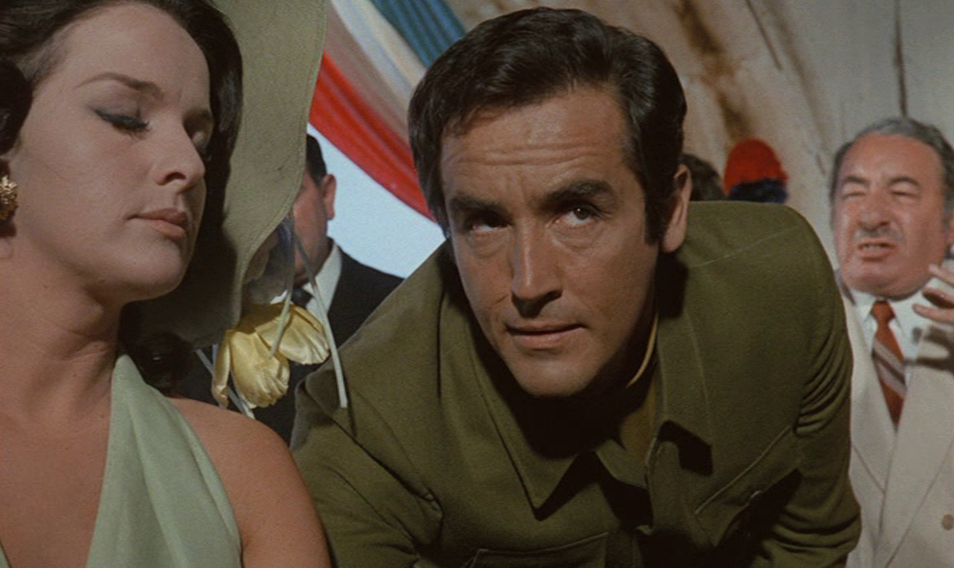
Gastoni cu Vittorio Gassman într-o scenă din filmul Oaia neagră (1968)

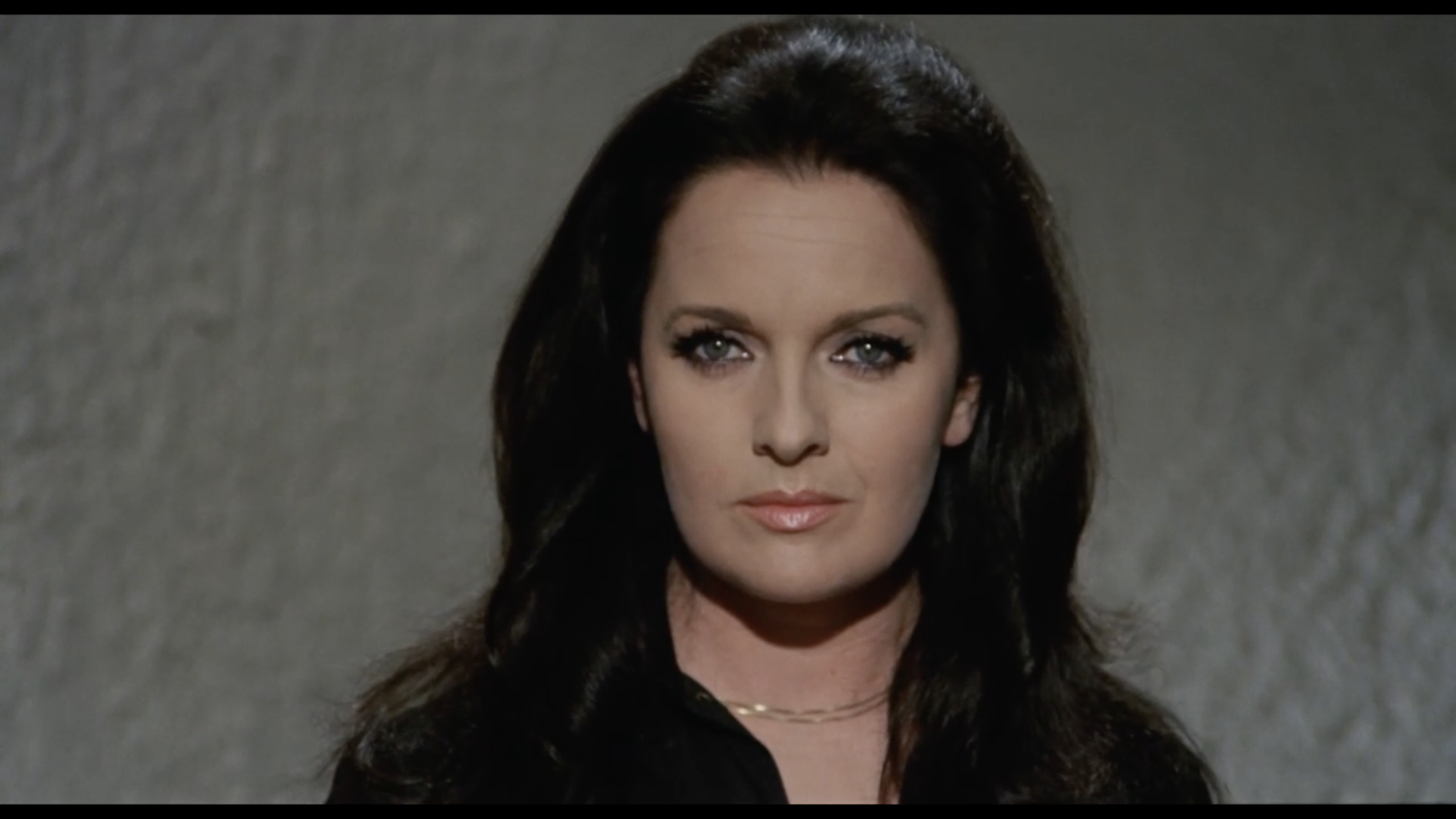
Gastoni într-o scenă din filmul Magdalena (1971)

Lisa Gastoni, pseudonimul Elisabettei Gastone, (n. 28 iulie 1935, Alassio, Liguria, Italia) este o actriță de teatru, film și de televiziune, ex fotomodel, italiană.
Gastoni a fost desemnată „Cea mai bună actriță italiană a anului, 1966”, deoarece a primit atât premiul Nastro D'Argento, cât și premiul Globul de Aur de la Asociația Presei Străine din Italia.

## Biografie
Gastoni, fiica unui tată italian și a unei mame irlandeze, în primii ani postbelici a plecat la Londra împreună cu părinții ei, unde după ce a terminat școala a început o carieră ca model și actriță de teatru inițial. 
A primit primul ei rol de film în 1953 în They who dare și a obținut succes în filme britanice mai mici, nu în ultimul rând „datorită corpului ei bine format, în combinație cu chipul ei drăguț cu ochi verzi cu o incontestabilă carisma erotică” (mymovies).
În 1961 a plecat în orașul cinematografiei în plină expansiune Roma și de atunci și-a continuat cariera în filme de gen italian. Cunoașterea ei cu producătorul John Fryd a determinat-o să fie distribuită ca rol principal feminin în Ridică-te și ucide, pentru care a primit Nastro d'Argento în 1966. Cel mai cunoscut rol al ei a urmat în 1968, când a interpretat-o pe mătușa care era incestuoasă apropiată de nepotul ei în Grazie, zia de Salvatore Samperi, jucând alături de tânărul Lou Castel. Pentru interpretarea ei a fost onorată cu David di Donatello.
Din anii 1970, ea a acceptat oferte mai rar și a lucrat doar cu regizori pe care i-a considerat capabili de a face filme de calitate. În 1975 a primit un al doilea Nastro d'argento, de data aceasta pentru filmul Dragoste amară. După un an la teatru în 1979 și căsătorită cu un avocat în 1988, ea s-a dedicat câțiva ani picturii și scrisului înainte de a-și relua cariera de actriță în 2000. În 2005, ea a fost din nou nominalizată la ambele premii prestigioase de film italian pentru interpretarea sa din Cuore sacro de Ferzan Özpetek.
A fost căsătorită cu fotograful-Magnum Constatine Manos între 1961 și 1965. 

## Filmografie selectivă
- 1954 Operazione commandos (They Who Dare), regia Lewis Milestone
- 1954 Prigioniero dell'harem (You Know What Sailors Are), regia Ken Annakin
- 1954 The Runaway Bus, regia Val Guest
- 1954 Quattro in medicina (Doctor in the House), regia Ralph Thomas
- 1954 Dansează, mică doamnă! (Dance Little Lady), regia Val Guest
- 1956 Trei într-o barcă (Three Men in a Boat), regia Ken Annakin
- 1958 Assassinio X (Rx for Murder), regia Derek Twist
- 1961 The Breaking Point, regia Lance Confort
- 1962 Eva, regia Joseph Losey
- 1963 Cei patru mușchetari (I quattro moschettieri), regia Carlo Ludovico Bragaglia
- 1963 Călugărul din Monza (Il monaco di Monza), regia Sergio Corbucci
- 1966 Ridică-te și ucide (Svegliati e uccidi), regia Carlo Lizzani
- 1968 I sette fratelli Cervi, regia Gianni Puccini
- 1968 Grazie zia, regia Salvatore Samperi
- 1968 Oaia neagră (La pecora nera), regia Luciano Salce
- 1969 L'amica, regia Alberto Lattuada
- 1970 Invazia (L'invasion), regia Yves Allégret
- 1971 Magdalena (Maddalenana), regia Jerzy Kawalerowicz
- 1973 La seduzione, regia Fernando Di Leo
- 1974 Ultimul act (Mussolini ultimo atto), regia Carlo Lizzani
- 1974 Dragoste amară (Amore amaro), regia Florestano Vancini
- 1976 Scandalo, regia Salvatore Samperi
- 1978 L'immoralità, regia Massimo Pirri
- 2005 Cuore sacro, regia Ferzan Özpetek
- 2007 Tutte le donne della mia vita, regia Simona Izzo
- 2014 Un giro di valzer, regia Stefano Garrone
- 2017 La voce della pietra (Voice from the Stone), regia Eric D. Howell

## Premii și nominalizări
- David di Donatello
  - 1968 – Targa d'Oro, pentru filmul Grazie zia
  - 2005 – Nominalizare la Cea mai bună actriță (rol secundar), pentru Cuore sacro

- Nastro d'argento
  - 1967 – Cea mai bună actriță, pentru Svegliati e uccidi
  - 1975 – Cea mai bună actriță, pentru Amore amaro
  - 2006 – Nominalizare la Cea mai bună actriță în rol secundar, pentru Cuore sacro

- Globo d'oro
  - 1966 – Globo d'oro pentru cea mai bună actriță, pentru Svegliati e uccidi
- Grolla d'oro
  - 1968 – Cea mai bună actriță, pentru Grazie zia

- Ciak d'oro
  - 2005 – Ciak d'oro pentru cea mai bună actriță (rol secundar), pentru filmul Cuore sacro[7]